# Horváth Lóránt
Horváth Lóránt (Budapest, 1942. március 1. –) magyar gyártásvezető, főiskolai tanár. A Magyar Televízió korábbi elnöke, örökös tagja (2008–).

## Életpályája
1956–1960 között a Lengyel Gyula Közgazdasági Szakközépiskola belkereskedelem szakán tanult. 1967–1969 között elvégezte a Magyar Televízió gyártásvezetői szaktanfolyamát. 1966–2005 között a Magyar Televízióban dolgozott előbb az Irodalmi és Drámai Főosztályon (1966-tól felvételvezető, 1972-től gyártásvezető, 1977-től osztályvezető-gyártásvezető). 1975–1978 között elvégezte a Színház- és Filmművészeti Főiskola gyártásszervező szakát is.
1985-től a Magyar Televízió gyártási igazgatója volt, 1998–1999-ben ügyvezető elnöke, 1999–2001 között gyártási alelnöke, 2001–2005 között szakmai tanácsos. Gyártási igazgatása alatt, 1992-ben készült el a televízió Óbudai Gyártási Centrum épületkomplexuma, a hozzá tartozó technikai bázissal együtt. Ekkor alapították meg a Gyártási Igazgatóságot, amely közel 1100 embert foglalkoztatott ebben az időben.
1984-től a Színház-és Filmművészeti Főiskolán, 1989-töl az MTV szaktanfolyamain, 1994-től a Korda Sándor Filmproduceri Akadémián tanította a televíziós gyártásvezetést. 2002-től óraadó volt a Szegedi Tudományegyetem Budapesti Médiaintézetében. 2008-ban nyugdíjba vonult.
Nevéhez fűződik a Játék határok nélkül című vetélkedőjáték Magyarországra csábítása. 1996-ban Magyarország volt a verseny házigazdája.

## Fontosabb filmes munkái
- Őrjárat az égen 1-4. – rendező: Mihályfi Imre (1970)
- A fekete város 1-7. – rendező: Zsurzs Éva (1971)
- Kísértés 1-3. – rendező: Esztergályos Károly (1973)
- Faustus doktor boldogságos pokoljárása 1-9. – rendező: Jancsó Miklós (1980)
- Zokogó majom 1-5. – rendező: Várkonyi Gábor (1981)

## Díjai, elismerései
- Szocialista Kultúráért (1975)
- Munka Érdemrend bronz fokozata (1981)